# Celafon
Celafon (hebrejsky צְלָפוֹן, v oficiálním přepisu do angličtiny Zelafon, přepisováno též Tzelafon) je vesnice typu mošav v Izraeli, v Jeruzalémském distriktu, v Oblastní radě Mate Jehuda.

## Geografie
Leží v nadmořské výšce 168 metrů v zemědělsky využívané pahorkatině Šefela, nedaleko od západního okraje zalesněných svahů Judských hor.
Obec se nachází 26 kilometrů od břehu Středozemního moře, cca 34 kilometrů jihovýchodně od centra Tel Avivu a cca 28 kilometrů západně od historického jádra Jeruzalému. Celafon obývají Židé, přičemž osídlení v tomto regionu je etnicky převážně židovské. Mošav je situován 4 kilometry od Zelené linie, která odděluje Izrael v jeho mezinárodně uznávaných hranicích a Západní břeh Jordánu, respektive od nárazníkové zóny v prostoru Latrunu. Počátkem 21. století byla ale plocha Latrunského výběžku s demografickou dominancí Židů fakticky anektována k Izraeli pomocí bezpečnostní bariéry a dále k severovýchodu ležící arabské (palestinské) oblasti Západního břehu fyzicky odděleny.
Celafon je na dopravní síť napojen pomocí dálnice číslo 44.

## Dějiny
Celafon byl založen v roce 1950. Novověké židovské osidlování tohoto regionu začalo po válce za nezávislost tedy po roce 1948, kdy Jeruzalémský koridor ovládla izraelská armáda a kdy došlo k vysídlení většiny zdejší arabské populace.
Ke zřízení mošavu došlo 19. června 1950. Zakladateli byla skupina Židů z Jemenu, ke kterým se později roku 1955 přidali i židovští imigranti z Maroka. Jménem odkazuje na starověké sídlo zmiňované v tomto regionu v Bibli.

## Demografie
Podle údajů z roku 2014 tvořili naprostou většinu obyvatel v Celafon Židé (včetně statistické kategorie "ostatní", která zahrnuje nearabské obyvatele židovského původu ale bez formální příslušnosti k židovskému náboženství).
Jde o menší obec vesnického typu s dlouhodobě rostoucí populací. K 31. prosinci 2014 zde žilo 828 lidí. Během roku 2014 populace stoupla o 4,8 %.
| Rok            | 1961 | 1972 | 1983 | 1995 | 2001 | 2003 | 2004 | 2005 | 2006 | 2007 | 2008 | 2009 | 2010 | 2011 | 2012 | 2013 | 2014 |
| -------------- | ---- | ---- | ---- | ---- | ---- | ---- | ---- | ---- | ---- | ---- | ---- | ---- | ---- | ---- | ---- | ---- | ---- |
| Počet obyvatel | 437  | 505  | 477  | 550  | 599  | 598  | 582  | 580  | 571  | 583  | 629  | 731  | 729  | 755  | 778  | 790  | 828  |